# 次世代ロボット市場創造連盟
次世代ロボット市場創造連盟（じせだいロボットしじょうそうぞうれんめい）は、テムザック・ビジネスデザイン研究所・ゼットエムピー・ヴイストンのロボット関連のベンチャー4社が設立した、家庭用ロボットの販促組織。

## 概要
2008年6月18日、連盟の設立が記者発表された。連盟の会長をテムザックの代表取締役髙本陽一とし、本部をビジネスデザイン研究所内に置いた。

## 目的
- 販促を一元化することにより、効率化させ、家庭用ロボットの市場拡大を目指す。
- 2008年秋に各地の百貨店において、共同で4社の製品の販促活動を行う。
- マーケティングや開発を共同で推進する。
- 将来的には、ロボットに搭載されるソフトウェアの共通化や・技術の相互利用に取り組む。
- 海外のロボット情勢の調査や、海外へのロボット販売を進める。第一弾として2008年10月に韓国のロボット展示会である「韓国ROBOT WORLD2008」の視察を4社の社長と部長らで行った。

## 本部所在地
愛知県名古屋市中区栄3-18-1 ナディアパークデザインセンタービル7F デザインラボ